# Ning-po
Ning-po (čínsky pchin-jinem Níngbō, znaky zjednodušené 宁波, tradiční 寧波; doslova „Klidné vlny“; dřívější jméno: Ming-čou (čínsky pchin-jinem Míngzhōu, znaky 明州) je čínské přístavní město ležící na severovýchodě provincie Če-ťiang. Město je hlavním centrem stejnojmenné administrativní jednotky se statusem subprovinčního města, roku 2020 mělo subprovinční město 9,4 milionu obyvatel.

## Dějiny

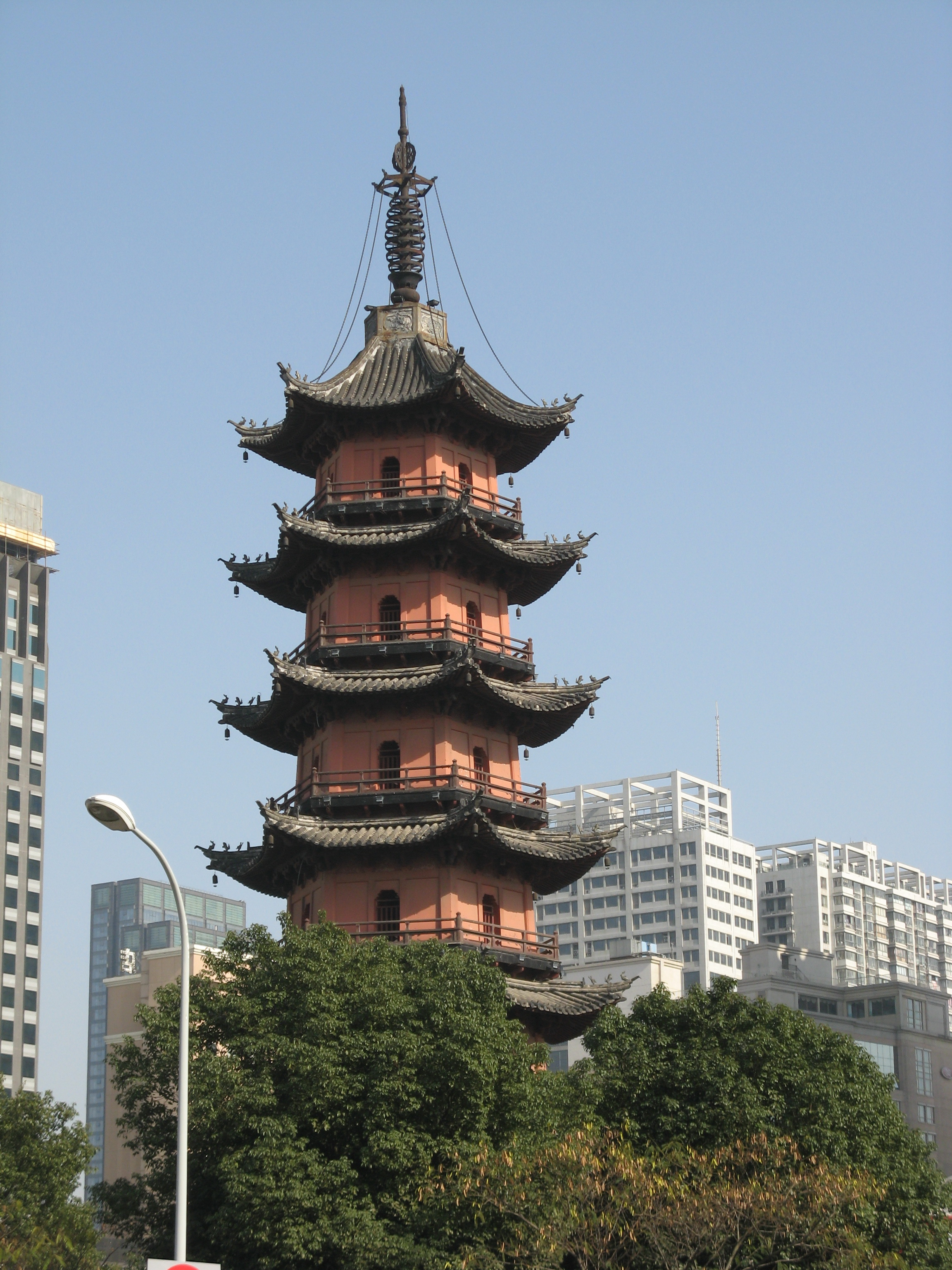
Pagoda Tianfeng z období Říše Tchang (618-907), symbol starého města

Nejstarší pozůstatky lidské činnosti objevili archeologové roku 2020 v lokalitě hory Jingtu v oblasti Yuyao, datují je do období 6300 př. n. l. Dokládají, že zdejší obyvatelé konzumovali mořské plody a rýži. V lokalitách kultury Hemudu (5 000–4 500 př. n. l.) bylo objeveno velké množství kultivované (pěstované) rýže, kosti domácího dobytka, zemědělské nástroje, pozůstatky dřevěných obydlí a primitivní náboženské předměty, které dokládají lidské osídlení a kulturu ve východní části oblasti. Souvislé osídlení sahá nejméně do doby kultury Che-mu-tu 4800 př. n. l. 
Pod jménem Ming-čou bylo už před dvěma tisíci lety místo známé jako východisko Hedvábné cesty. Bylo důležitým přístavem a střediskem zahraničního obchodu za dynastií Tchang, Sung i Ming. 
Podle Nankingské smlouvy z roku 1842 se město stalo jedním z pěti otevřených přístavů.

## Administrativní členění
Subprovinční město Ning-po se člení na deset celků okresní úrovně, šest městských obvodů, dva městské okresy a dva okresy. Vlastní městské jádro je tvořeno obvody Chaj-šu, Ťiang-pej a Jin-čou; obklopené je příměstskými obvody Pej-lun, Čen-chaj a Feng-chua. Oba městské okresy, Cch'-si a Jü-jao, tvoří satelitní město na severu prefektury; na jihu se rozkládají zbylé dva okresy, Ning-chaj a Siang-šan.
| Chaj-šu Ťiang-pej Pej-lun Čen-chaj Jin-čou Feng-chua městský okres · Jü-jao městský okres · Cch'-si okres · Siang-šan okres · Ning-chaj |        |                       |                       |                    |                                  |
| Název | Název  | Počet obyvatel (2010) | Počet obyvatel (2020) | Rozloha km² (2020) | Hustota zalidnění (obyv. na km²) |
| český přepis | znaky  | Počet obyvatel (2010) | Počet obyvatel (2020) | Rozloha km² (2020) | Hustota zalidnění (obyv. na km²) |
| Městské obvody |        |                       |                       |                    |                                  |
| Chaj-šu | 海曙区 | 881 169               | 1 041 285             | 596                | 1 748                            |
| Jin-čou | 鄞州区 | 1 218 419             | 1 588 187             | 799                | 1 987                            |
| Ťiang-pej | 江北区 | 361 242               | 488 885               | 208                | 2 356                            |
| Čen-chaj | 镇海区 | 418 500               | 531 830               | 246                | 2 161                            |
| Feng-chua | 奉化区 | 491 697               | 577 505               | 1 251              | 462                              |
| Pej-lun | 北仑区 | 612 267               | 829 448               | 594                | 1 396                            |
| Městské okresy |        |                       |                       |                    |                                  |
| Cch’-si | 慈溪市 | 1 462 383             | 1 829 488             | 1 215              | 1 506                            |
| Jü-jao | 余姚市 | 1 010 659             | 1 254 032             | 1 406              | 892                              |
| Okresy |        |                       |                       |                    |                                  |
| Ning-chaj | 宁海县 | 646 074               | 659 958               | 1 738              | 400                              |
| Siang-šan | 象山县 | 503 279               | 567 665               | 1 211              | 469                              |
| |        |                       |                       |                    |                                  |
| Celkem | Celkem | 7 605 689             | 9 404 283             | 9 264              | 1 015                            |

## Hospodářství a doprava

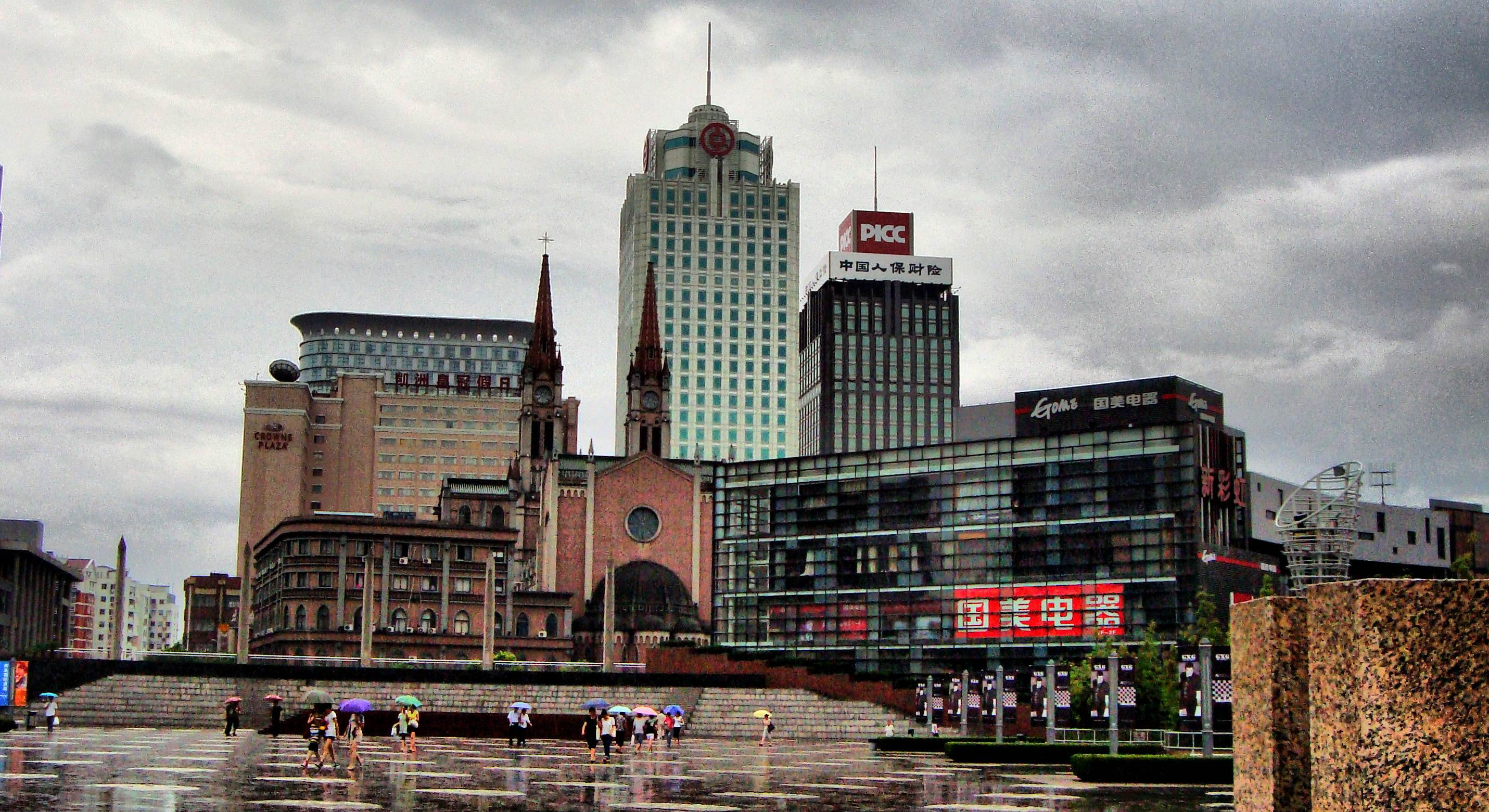
Panorama náměstí Tianyi s křesťanským chrámem, v obvodu Chaj-šu

Ning-po je ekonomické centrum východního pobřeží a významné přístavní město (zdejší přístav společně s Chang-čou byl v roce 2014 pátým největším kontejnerovým přístavem na světě, v roce 2015 to byl přístav s nejvyšším objemem odbaveného zboží – 889 milionů tun). Je exportérem spotřebního a průmyslového zboží i potravin. Relativní geografickou izolaci od dalších velkých měst východní Číny ukončilo roku 2008 zprovoznění 33 km dlouhého mostu přes Changčouskou zátoku, které zkrátilo cestu do Šanghaje na méně než dvě hodiny. Most měl kladný vliv na vzestup místní ekonomiky. Od roku 1990 má Ning-po vlastní letiště, mezinárodní letiště Ning-po Li-še.
Roku 2009 hrubý produkt Ning-po dosáhl 60,8 miliard USD, přičemž vzrostl proti roku 2008 o 10,4 %. Vývoz se zvýšil o 16,6 % na 38,65 miliard USD, dovoz vzrostl o 3,1 % na 22,16 miliard USD. Ekonomický výkon na hlavu dosáhl roku 2009 10 833 USD, trojnásobku celostátního průměru.
V Ning-po bylo založeno několik ekonomických a technologických rozvojových zón. Kromě zóny volného obchodu Ning-po vzniklé roku 1992 existuje na severovýchodě Ning-po ekonomická a technologická rozvojová zóna Ning-po zaměřená na průmysl, k významným investorům patří Exxon Mobile, Dupont a Dow Chemical. Národní hi-tech průmyslová rozvojová zóna Ning-po byla založena roku 1999, je zaměřena na výzkum a vývoj zejména v oblasti chemie a biotechnologií. Nordic Industrial Park (NIP) je jedním z prvních průmyslových parků Číny zcela v zahraničním vlastnictví, je provozován skandinávským managementem.

## Památky

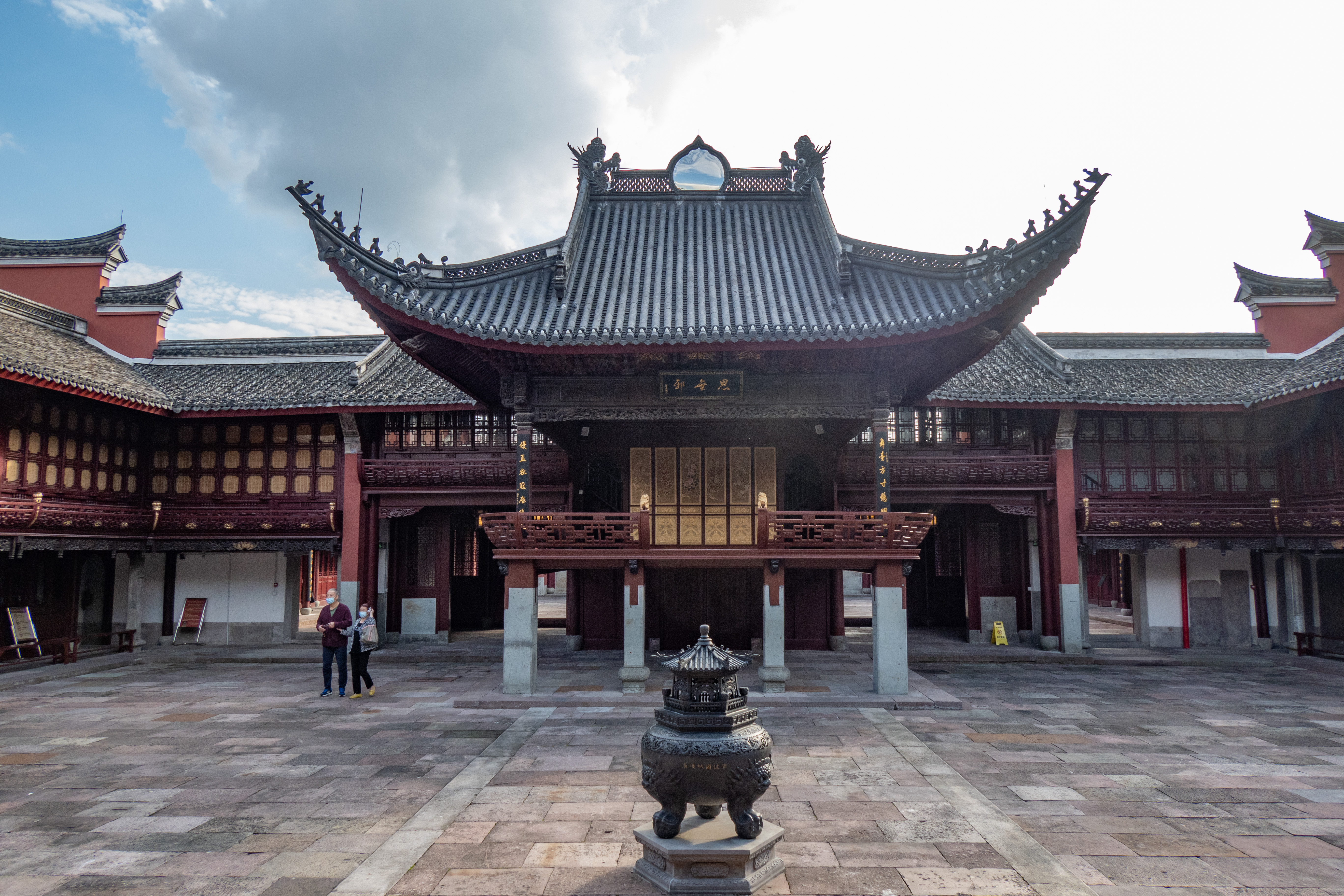
chrám Čchu-in, nyní muzeum

- Pagoda Tianfeng, postavená v období Říše Tchang (618-907), nejstarší stavební památka města
- Městský chrám Čchu-in, nyní rovněž muzeum

## Školství
Ve městě působí 15 univerzit nebo kolejí, na nichž studuje přes 1 milion studentů.

## Sport

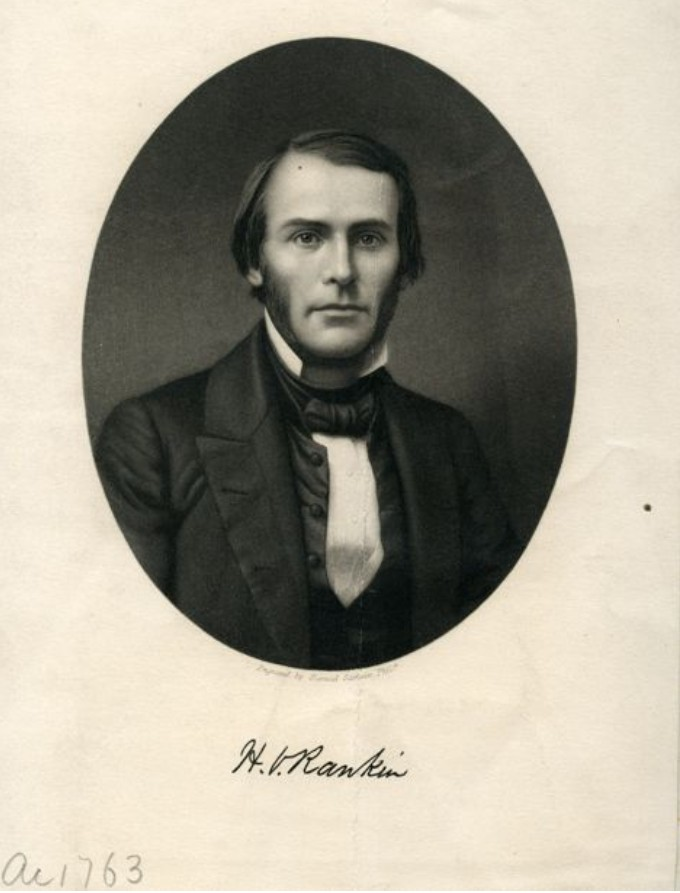
Henry Van Vleek Rankin, křesťanský misionář

- Každoročně se zde koná mezinárodní tenisový turnaj žen asociace WTA Ningbo Open.
- V roce 2015 zde proběhlo Mistrovství Asie ve sportovním lezení.

## Osobnosti
- Pchan Tchien-šou (1897-1971), čínský malíř, uměnovědec a výtvarný pedagog
- Šen I-kuan (1531-1615), čínský politik, v čele vlády dynastie Ming
- Henry Van Vleek Rankin, americký presbyteriánský kněz, zdejší křesťanský misionář

## Partnerská města
- Aguascalientes, Mexiko (listopad 2006)
- Barcelona, Španělsko (říjen 1995)
- Bydhošť, Polsko (listopad 2005)
- Cáchy, Německo (říjen 1986)
- Houston, USA (září 2000)
- Lázaro Cárdenas, Mexiko (2010)
- Masuda, Japonsko (říjen 1990)
- Milwaukee, USA (2006)
- Nagaoka-kjo, Japonsko (duben 1983)
- Norfolk, USA (duben 2013)
- Nottingham, Spojené království (září 2004)
- Rouen, Francie (březen 1990)
- Santos, Brazílie (leden 2002)
- São Paulo, Brazílie
- Stavanger, Norsko (září 2004)
- Sunčchon, Jižní Korea (červenec 1997)
- Surrey, Britská Kolumbie, Kanada (květen 1999)
- Tegu, Jižní Korea (září 2000)
- Ueda, Japonsko (únor 1995)
- Varna, Bulharsko (červen 2004)
- Veszprém, Maďarsko (červenec 2003)
- Vídeňské Nové Město, Rakousko (září 2000)
- Waitakere, Nový Zéland (listopad 1998)
- Wilmington, USA (květen 1988)